# Johann Leifsson
Johann Leifsson (* 31. Juli 1993) ist ein isländischer Eishockeyspieler, der seit 2016 erneut bei Skautafélag Akureyrar in der isländischen Eishockeyliga unter Vertrag steht. Er wurde mit dem Klub bisher neunmal isländischer Meister.

## Karriere
Johann Leifsson begann seine Karriere als Eishockeyspieler beim Rekordmeister Skautafélag Akureyrar, für den er als 16-Jähriger in der isländischen Eishockeyliga debütierte. Nachdem er sowohl 2010 als auch 2011 mit seiner Mannschaft isländischer Meister geworden war, wechselte er für ein Jahr nach Nordamerika zur Niagara Fury, die in der Nachwuchsliga CJHL spielt. Von 2012 bis 2015 stand er wieder bei Skautafélag Akureyrar unter Vertrag, wo er für beide Mannschaften (Vikingar und Jötnar) auf dem Eis stand. Mit Vikingar gewann er 2013, 2014 und 2015 erneut den isländischen Meistertitel. 2015 wechselte er zum Motala AIF nach Schweden in die Division 2, die vierthöchste Spielklasse des Landes, kehrte aber nach nur einem Jahr erneut zu seinem Stammverein zurück, mit dem er 2018, 2019, 2021 und 2022 weitere isländische Meistertitel feiern konnte. Zudem war er 2022 und 2023 Topscorer sowie 2022, 2023 und 2024 bester Vorbereiter der isländischen Liga und erreichte 2023 auch die beste Plus/Minus-Bilanz. 2018 und 2022 wurde er zum isländischen Spieler des Jahres gewählt.

### International
Johann Leifsson spielte bereits als Jugendlicher für Island. Er nahm zunächst an den U18-Weltmeisterschaften 2009, 2010 und 2011 teil, wobei er 2010 in der Division II und in den anderen beiden Jahren in der Division III spielte. 2011 wurde er zum besten Spieler seiner Mannschaft gewählt und war auch der Spieler des Turniers mit den meisten Torvorlagen. Mit der U20-Auswahl der Isländer nahm er an den Weltmeisterschaften 2010, 2011, 2012 und 2013 teil. Dabei spielte er 2010 und 2012 in der Division III und 2011 und 2013 in der Division II.
Parallel zu den Einsätzen in den Juniorenteams spielte Johann Leifsson bereits in der Herren-Nationalmannschaft. Sein Debüt gab er als 18-Jähriger bei der Weltmeisterschaft 2012, als er mit den Isländern beim Turnier in Reykjavík Platz vier unter sechs Teams der A-Gruppe der Division II belegte. Auch 2013, 2014, 2015, 2016, 2017, 2018, 2019, 2022, als er als bester Vorbereiter auch zum besten Stürmer des Turniers und zum besten Spieler seiner Mannschaft gewählt wurde, 2023 und 2024, als er erneut als bester Spieler seiner  Mannschaft ausgezeichnet wurde, vertrat er seine Farben in dieser Spielklasse. Zudem spielte er mit den Isländern bei den Qualifikationsturnieren für die Olympischen Winterspiele in Pyeongchang 2018, in Peking 2022 und in Mailand 2026.
Bei der U20-Weltmeisterschaft 2014 fungierte er als Assistenztrainer der isländischen Juniorenauswahl, die in der Division II antrat.

## Erfolge
- 2010 isländischer Meister mit Skautafélag Akureyrar
- 2011 Isländischer Meister mit Skautfélag Akureyrar
- 2013 Isländischer Meister mit Skautfélag Akureyrar
- 2014 Isländischer Meister mit Skautfélag Akureyrar
- 2015 Isländischer Meister mit Skautfélag Akureyrar
- 2018 Isländischer Meister mit Skautfélag Akureyrar
- 2018 Isländischer Spieler des Jahres
- 2019 Isländischer Meister mit Skautfélag Akureyrar
- 2021 Isländischer Meister mit Skautfélag Akureyrar
- 2022 Isländischer Meister mit Skautfélag Akureyrar
- 2022 Topscorer und bester Vorbereiter der isländischen Eishockeyliga
- 2022 Isländischer Spieler des Jahres
- 2023 Topscorer, bester Vorbereiter und beste Plus/Minus-Bilanz der isländischen Eishockeyliga
- 2024 Bester Vorbereiter der isländischen Eishockeyliga

### International
- 2009 Aufstieg in die Division II bei der U18-Weltmeisterschaft der Division III, Gruppe B
- 2010 Aufstieg in die Division II bei der U20-Weltmeisterschaft der Division III
- 2011 Aufstieg in die Division II bei der U18-Weltmeisterschaft der Division III, Gruppe B
- 2011 Meiste Torvorlagen bei der U18-Weltmeisterschaft der Division III, Gruppe B
- 2012 Aufstieg in die Division II, Gruppe B, bei der U20-Weltmeisterschaft der Division III
- 2022 Aufstieg in die Division II, Gruppe A, bei der Weltmeisterschaft der Division II, Gruppe B
- 2022 Bester Stürmer und meiste Torvorlagen bei der Weltmeisterschaft der Division II, Gruppe B